# Requiem za sen
Requiem za sen (v anglickém originále Requiem for a Dream) je americké psychologické drama z roku 2000, které natočil režisér Darren Aronofsky podle stejnojmenného románu spisovatele Huberta Selbyho.

## Produkce
Film o drogové závislosti natočil režisér Darren Aronofsky podle románu Huberta Selbyho, do hlavních rolí obsadil Jareda Leto, Ellen Burstyn a Jennifer Connelly. Film měl premiéru na filmovém festivalu v Cannes dne 14. května 2000.

## Děj
Sara Goldfarbová (Ellen Burstyn) je důchodkyní, která žije v osamění svého bytu a tráví čas sledováním televize. Zároveň vychovává svého syna Harryho (Jared Leto). Harry společně se svou přítelkyní Marrion a kamarádem Tyronem se snaží vydělat si na svůj životní sen prodejem heroinu. Sara se rozhodne zhubnout do svých červených šatů z mládí, aby ohromila své kamarádky z okolí. Závislosti na drogách různého typu dovádějí hlavní postavy k více či méně zoufalým činům, které významně ovlivňují jejich životy.

## Soundtrack
Výraznou součástí filmu je soundtrack s hudbou skladatele Clinta Mansella v podání smyčcového kvarteta Kronos Quartet. Ten je hodnocen především pro svou minimalistickou kompozici, která dokládá svírané vyznění filmu o drogové závislosti. Nejznámější skladbou a leitmotivem díla je skladba Lux Aeterna. Manselova spolupráce s Aronofskym začala už s filmem Pí a pokračovala i na dalších dílech. Původní verze soundtracku měla být tvořena hiphopovými skladbami, které ilustrují atmosféru Brooklynu, kde Aronofsky vyrůstal. Mansell trval na úpravách hudby, ovlivněn skutečností, že bydlel v bytě skladatele a hudebníka Trenta Reznora v New Orleans.

## Obsazení
| Ellen Burstyn        | Sara Goldfarb  |
| Jared Leto           | Harry Goldfarb |
| Jennifer Connelly    | Marion Silver  |
| Marlon Wayans        | Tyrone C. Love |
| Christopher McDonald | Tappy Tibbons  |
| Mark Margolis        | pan Rabinowitz |
| Louise Lasser        | Ada            |
| Marcia Jean Kurtz    | Rae            |